# Reinier Leers

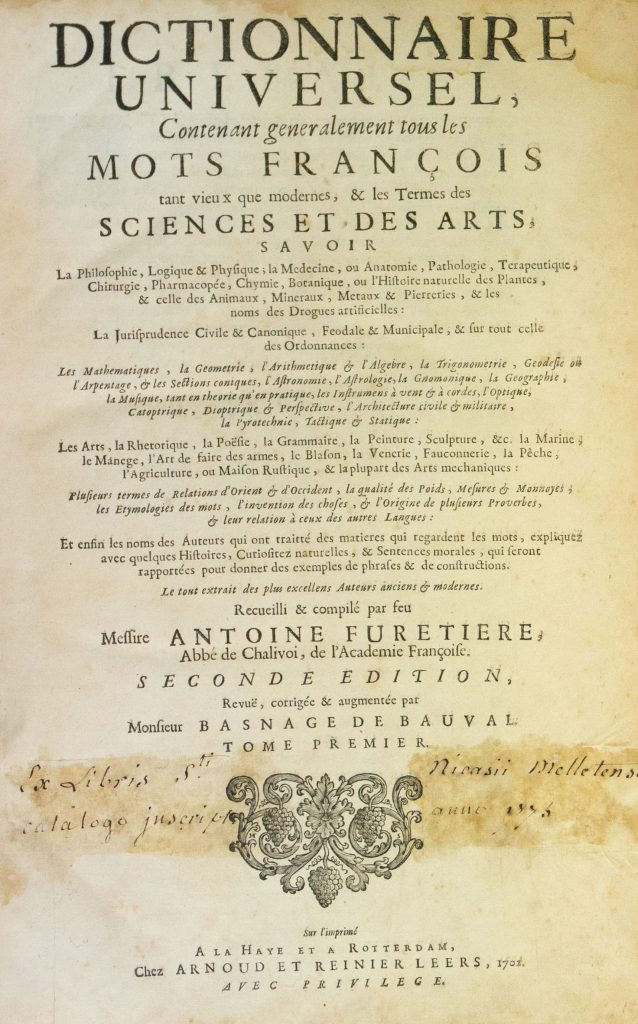
Uitgave 1701 van Dictionnaire universel van Antoine Furetière

Reinier Leers, (Rotterdam, 14 november 1654 – Parijs, 14 november 1714) was eind zeventiende en begin achttiende eeuw de belangrijkste uitgever met het meest omvangrijke fonds in Rotterdam. Hij combineerde dat met een groot  internationaal werkend distributiecentrum voor boeken en tijdschriften. Leers was ook de uitgever van het geleerdentijdschrift Histoire des Ouvrages des Savans met  Henri Basnage de Beauval als redacteur. Dat was vanaf 1687 in wezen de voortzetting van Nouvelles de la République des Lettres dat vanaf 1684 ook in Rotterdam was uitgegeven door Pierre Bayle en Henri Desbordes. 
Het grootste deel van de boeken die Leers uitgaf waren in het Frans. Een aanzienlijk aantal daarvan was door de censuur in Frankrijk verboden. Leers wist toch goede contacten met de Franse overheid te onderhouden. Hij wist ook ondanks de staat van oorlog met Frankrijk ( Negenjarige Oorlog) meerdere malen toestemming te krijgen naar Parijs te reizen. Tijdens een verblijf in Parijs in 1694 bood hij Lodewijk XIV een eerste editie aan van het in Frankrijk verboden Dictionnaire universel van Antoine Furetière, dat hij en zijn broer Arnout gezamenlijk hadden uitgegeven. Hij verkreeg bij die gelegenheid het monopolie om voortaan boeken uit de Republiek, Engeland, de Duitse en de Scandinavische landen te leveren aan het Bureau de la Librairie en de Koninklijke Bibliotheek in Parijs.    

## Biografie

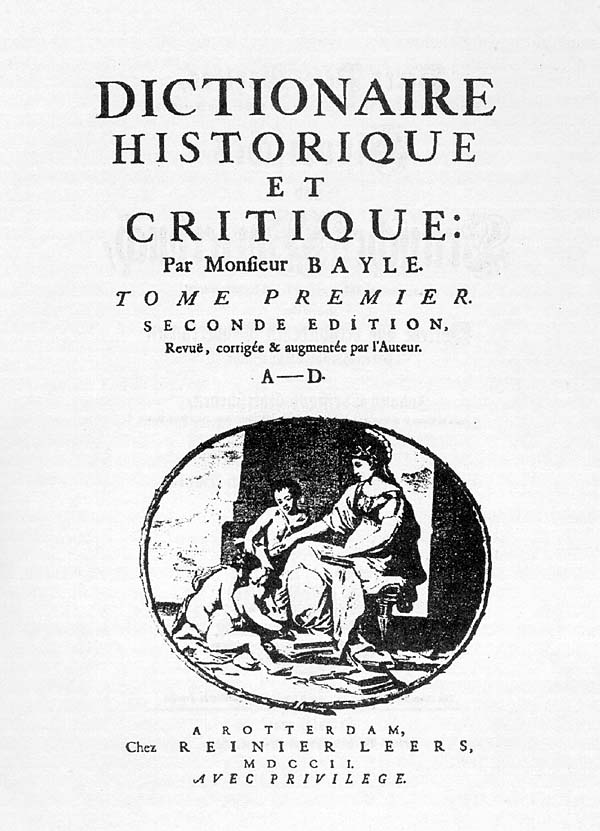
Zowel de eerste als de tweede editie van Dictionaire historique et critique, het hoofdwerk van Pierre Bayle, werd door Reinier Leers uitgegeven

Reinier Leers was een zoon van de in 1616 in Aken geboren Arnout Leers. Deze had zich in Rotterdam gevestigd en was daar getrouwd met  Jannetje van Berckel, dochter van dominee Reinier Claesz. van Berckel. Arnout Leers had vanaf 1644 een boekhandel in Rotterdam met een filiaal in Frankfurt. Arnout overleed in 1673. Er was een oudere zoon uit dit huwelijk, Arnout jr., die vanaf 1667 een boekhandel en uitgeverij in Den Haag had. De weduwe Leers zette de zaak in Rotterdam voort, daarbij geassisteerd door haar zoon Reinier. In 1676 machtigt zij Reinier Leers ‘ om van harentwegen in Engeland, Schotland, Ierland, Holland, Zeeland en Vriesland benevens in alle andere koninkrijken, landen en steden te handelen en negotiëren soo in 't koopen als verkoopen van alderhande boecken in alderley faculteyten ende talen’. Het is niet echt duidelijk op welk tijdstip zijn moeder het bedrijf geheel aan Reinier heeft overgedragen. In 1680 was dat in ieder geval een feit, want dan geeft Reinier Leers onder zijn eigen naam zijn eerste publicatie uit. Het betreft het tweedelige Opera Omnia van Lambert van Velthuysen. In de decennia daarna bouwde Reinier Leers zijn bedrijf steeds verder uit. 
In 1709 verkoopt Reinier Leers het grootste en internationale deel deel van zijn bedrijf voor het aanzienlijke bedrag van 120.000 guldens aan Michaël Böhm en Gaspar Fritsch, twee Duitse boekhandelaren. Meerdere factoren kunnen hierbij een rol hebben gespeeld. De eerste is het overlijden van Pierre Bayle in 1706. Het netwerk van geleerden van Bayle in Europa dat voor de omvang van zijn fonds belangrijk was werd van minder belang. Er was sprake van een zekere redactie-moeheid van Basnage de Beauval met als resultaat dat van de Histoire des Ouvrages des Savans in 1707 geen enkele aflevering was verschenen. Vanaf 1705 had Leers een hoog oplopend conflict met de Amsterdamse uitgever en boekhandelaar Jean Louis de Lorme. De gerechtelijke procedures in Nederland worden wel door Leers gewonnen, maar zijn monopoliepositie voor de import naar Frankrijk is hij kwijt. Meer in het algemeen is de korte periode van culturele bloei voor de boekhandel in Rotterdam dan wel voorbij. Hij beperkte zich hierna tot drukken en uitgeven van werken met een steeds meer lokaal karakter. 
In 1714 werd Reinier Leers verkozen tot schepen van Rotterdam. Hij wordt dat jaar afgevaardigd om deel uit te maken van een delegatie die in Parijs moet onderhandelen met de Franse overheid om het postverkeer tussen beide landen te verbeteren. Tijdens zijn verblijf in Parijs overleed hij. Zijn lichaam werd gebalsemd en enige maanden later naar Rotterdam overgebracht. Het werd daar begraven in de  Grote of Sint-Laurenskerk.

## Uitgaven
De laatste twee decennia van de zeventiende eeuw was in Rotterdam sprake van een periode van intellectuele bloei. Een belangrijke factor daarbij was de de instroom van vluchtelingen uit Frankrijk die daar vervolgd werden. De hugenoten Pierre Jurieu en Pierre Bayle doceerden op de in de stad opgerichte Illustere School. De Waalse kerk in Rotterdam kende rond 1680 al ruim 500 lidmaten en dat aantal zou de decennia daarna groeien. Daarnaast woonden er een aanzienlijk aantal Quakers waaronder Benjamin Furly in de stad. Zijn vriend,  de filosoof John Locke verbleef enkele jaren in zijn huis.  

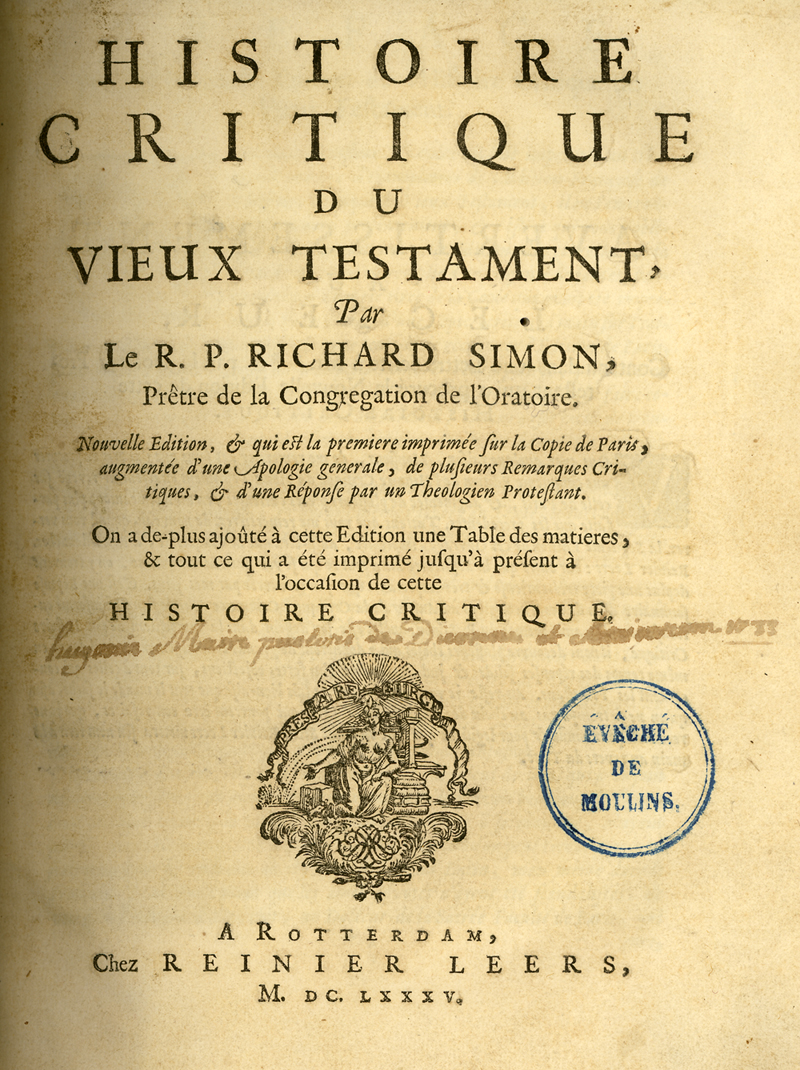
Ook van de rooms-katholieke schrijver Richard Simon gaf Leers werk uit

In dat culturele klimaat waren er mogelijkheden voor ondernemende uitgevers. Reinier Leers leerde Pierre Bayle kort na zijn aankomst eind 1681 in Rotterdam via  Adriaen Paets kennen. Vier maanden later geeft Leers al  Lettre sur la comète, zijn eerste werk van Bayle uit. Er ontwikkelt zich een vriendschapsrelatie tussen beiden die tot het overlijden van Bayle eind 1706 zou standhouden. Leers gaf veel werk van Bayle uit, waaronder zijn hoofdwerk Dictionaire historique et critique. Bayle werd  tijdens zijn verblijf in Rotterdam de rechterhand van Leers. Hij corrigeerde drukproeven, maar las ook kritisch vele manuscripten die aan Leers werden aangeboden voordat die naar de drukker gingen.  
Leers bereikte een omvangrijk publiek met de uitgave van Histoire des Ouvrages des Savans, een aanvankelijk maandelijks en daarna driemaandelijks verschijnend Franstalig geleerdentijdschrift.  Meer dan twintig jaar voorzag het tijdschrift geleerd en geletterd Europa van boekennieuws. Een tijdschrift had bovendien het voordeel dat zowel collega-uitgevers als auteurs hun boeken ter recensie naar Rotterdam stuurden, zodat de boekhandelaar Leers nog meer dan voorheen in staat was zijn winkelvoorraad met de meest recente uitgaven, die her en der in Europa verschenen, via bestellingen aan te vullen.
Theologie, filosofie, kerkgeschiedenis, kerkpolitiek en filologie waren de onderwerpen die het merendeel van de uitgaven van Leers uitmaakten. Een aparte categorie waren uitgaven die als schoolboeken voor Latijnse scholen in Europa dienden. Het betrof klassieke tekstedities voorzien van noten van de Rotterdamse  praeceptor Minellius die tot diep in de achttiende eeuw in Europa gehanteerd werden. Een meerderheid van het werk dat door Leers in een eerste editie werd uitgebracht vormden publicaties van Franse hugenoten. Hij gaf echter ook werk uit van Franse rooms-katholieke schrijvers die door de censuur in hun eigen land beknot werden, zoals Richard Simon, de jansenist Antoine Arnauld en  Nicolas Malebranche. Daarnaast gaf Leers ook een aantal publicaties van Engelse protestanten uit. De belangrijkste daarvan is  History of the Reformation van Gilbert Burnet. 
Leers was de vaste drukker van de Admiraliteit van de Maze. Een nog groter aantal uitgaven  werd gevormd door gelegenheidsdrukwerk - rouw- en trouwdichten, preken en redevoeringen, etc. –  dat door Leers werd verzorgd.
- Lankhorst, Otto S. (1983),  Reinier Leers (1654-1714) Uitgever & Boekverkoper te Rotterdam.  Holland Universiteits Pers
- Gemeentelijke archiefdienst Rotterdam, (1981) Rotterdam Bibliopolis. Het Rotterdamse boek tussen 1680 en 1720  Catalogus van de gelijknamige tentoonstelling in 1981.
- Bots, Hans ( 1982)  Reinier Leers, een Europese libraire te Rotterdam
- Van Lieshout, H.H.M. (1990)  Verkoopstrategieën in de internationale boekhandel van Reinier Leers.

- Biblioteca Nacional de España: XX1557841
- Bibliothèque nationale de France: cb14405884p (data)
- Catàleg d'autoritats de noms i títols de Catalunya: 981058527025006706
- Digitale Bibliotheek voor de Nederlandse Letteren: leer003
- Gemeinsame Normdatei: 119176823
- International Standard Name Identifier: 0000 0001 0871 0486
- Library of Congress Control Number: n84120615
- Nationale Bibliotheek van Letland: 000279989
- Nationale Bibliotheek van Tsjechië: jo2006325072
- Nationale bibliotheek van Australië: 35380598
- Nationale Bibliotheek van Israël: 987007264192705171
- Nationale en Universitaire bibliotheek Zagreb: 000757727
- Nederlandse Thesaurus van Auteursnamen: 069904413
- Istituto Centrale per il Catalogo Unico: TO0V290708
- Système universitaire de documentation: 050607103
- Trove: 932313
- Virtual International Authority File: 12519138
- WorldCat: E39PBJmTrmDWmr8gjwyjxXRFrq